# موشكان (مقاطعة فيروزآباد)
موشكان (بالفارسية: موشکان) هي قرية تقع في قسم أحمد آباد الريفي في إيران. يقدر عدد سكانها بـ 670 نسمة بحسب إحصاء 2016.